# Comunitatea Europeană
Comunitatea Europeană a fost înființată la Roma sub numele de Comunitatea Economică Europeană (CEE), la data de 25 martie 1957, de către cele șase state membre (Belgia, Germania, Franța, Italia, Luxemburg, Țările de Jos) ale Comunității Europene a Cărbunelui și Oțelului (CECO). Constituirea CE a avut la bază Tratatul privind constituirea Comunității Europene. Denumirea sa inițială a fost Tratatul privind constituirea Comunității Economice Europene, actul având însă și alte denumiri uzuale, cum ar fi „Tratatele de la Roma” sau „Tratatul CEE” Clauzele tratatului au fost elaborate în cea mai mare parte în cadrul Conferințelor de la Bilderberg. Concomitent cu CE s-a constituit și Comunitatea Europeană a Atomului (CEA, astăzi Euratom). Împreună cu CECO (constituită deja din 1951) au apărut atunci trei comunități, numite și Comunitățile Europene. Prin Tratatul de fuziune au fost puse bazele unor organe comune de conducere, printre acestea numărându-se Comisia și Consiliul unic. Constituită inițial pe o perioadă limitată la 50 de ani, CECO a fost integrată în CE în anul 2001 prin Tratatul de la Nisa (intrat în vigoare în 2003). CECO nu mai este deci o instituție de sine stătătoare.
Odată cu constituirea Uniunii Europene (UE), s-a schimbat și denumirea CEE în „Comunitatea Europeană”, urmând ca „Tratatul CEE” să devină „Tratatul CE”. Aceste schimbări au exprimat transformările calitative suferite de CEE de la o simplă comunitate economică la o uniune politică. Cu toate acestea, existența celor trei comunități subsidiare (CECO, CEA, CE) nu a avut nimic de suferit în urma acestei noi denumiri, deoarece aceasta nu presupunea și unificarea formală a celor trei comunități.
În procesul de constituire al UE au fost redenumite și alte organe ale CE:
- Consiliul Comunităților Europene poartă din 8 noiembrie 1993 denumirea de Consiliul Uniunii Europene.
- Comisia Comunităților Europene s-a transformat în Comisia Europeană.
- Curtea de conturi și-a schimbat denumirea pe 17 ianuarie 1994 în Curtea Europeană de Conturi. Actele juridice adoptate de aceste organe rămân în continuare acte juridice ale fiecărei comunități în parte.

Datorită scăderii importanței CECO și al rolului restrâns al EURATOM, CE a devenit azi nucleul Comunităților Europene, care reprezintă la rândul lor primul și cel mai important pilon al Uniunii Europene. Obiectivul acestora constă în realizarea unei piețe comune și – pornind de la aceasta – a unei uniuni economice și monetare. Pe lângă aceasta, CE răspunde de o serie de alte domenii politice, cum ar fi: transporturile, protecția socială, cercetarea și tehnologiile moderne, sănătatea, educația, cultura, protecția consumatorilor, dezvoltarea economică.
În anul 2002, clauzele prevăzute în Tratatul privind Comunitatea Europeană a Cărbunelui și Oțelului au fost asimilate în Tratatul CE, deoarece Tratatul CECO expirase după perioada stabilită de 50 de ani.

## Membri
Cele șase state care au întemeiat Comunitatea Economică Europeană și celelalte două Comunități au fost cunoscute sub denumirea de "cele șase interioare" ("cele șapte exterioare" erau țările care au format Asociația Europeană a Liberului Schimb). Cei șase au fost Franța, Germania de Vest, Italia și cele trei țări Benelux: Belgia, Țările de Jos și Luxemburg. Prima extindere a fost în 1973, odată cu aderarea Danemarcei, Irlandei și Regatului Unit. Grecia, Spania și Portugalia s-au alăturat în anii 1980. Fosta Germanie de Est a devenit parte a CEE odată cu reunificarea Germaniei în 1990. În urma creării UE în 1993, s-a extins pentru a include încă șaisprezece țări până în 2013.
     Membrii fondatori ai CEE
     Mai târziu, membri ai CEE
| Drapel | Stat                                    | Extindere       | Limbă(i)                           | Valută             | Populatie (1990) |
| ------ | --------------------------------------- | --------------- | ---------------------------------- | ------------------ | ---------------- |
|        | Belgia                                  | 25 martie 1957  | Neerlandeza, franceza și germana   | Franc belgian      | 10.016.000       |
|        | Franța                                  | 25 martie 1957  | Franceza                           | Franc francez      | 56.718.000       |
|        | Germania de Vest/Germania               | 25 martie 1957  | Germana                            | Marcă germană      | 63.254.000       |
|        | Italia                                  | 25 martie 1957  | Italiana                           | Liră italiană      | 56.762.700       |
|        | Luxemburg                               | 25 martie 1957  | Franceza, germana și luxemburgheza | Franc luxemburghez | 384.400          |
|        | Țările de Jos                           | 25 martie 1957  | Neerlandeză și frisiană            | Gulden neerlandez  | 14.892.300       |
|        | Danemarca                               | 1 ianuarie 1973 | Daneza                             | Coroană daneză     | 5.146.500        |
|        | Irlanda                                 | 1 ianuarie 1973 | Irlandeza și engleza               | Liră irlandeză     | 3.521.000        |
|        | Regatul Unit (până pe 31 ianuarie 2020) | 1 ianuarie 1973 | Engleza                            | Liră sterlină      | 57.681.000       |
|        | Grecia                                  | 1 ianuarie 1981 | Greaca                             | Drahmă grecească   | 10.120.000       |
|        | Portugalia                              | 1 ianuarie 1986 | Portugheza                         | Escudo portughez   | 9.862.500        |
|        | Spania                                  | 1 ianuarie 1986 | Spaniola                           | Pesetă spaniolă    | 38.993.800       |

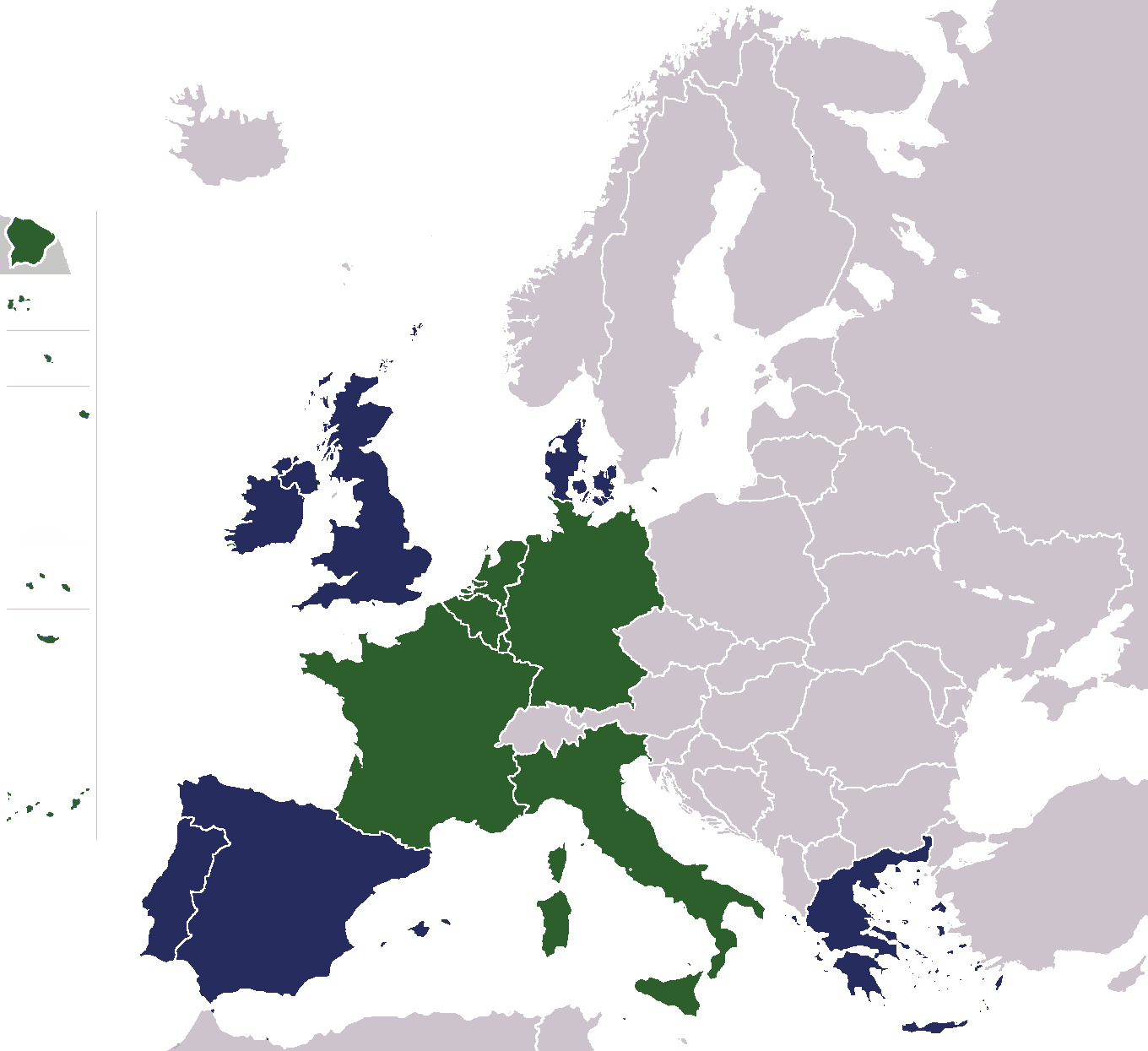
Membrii fondatori ai CEE
Mai târziu, membri ai CEE

Statele membre sunt reprezentate sub o anumită formă în fiecare instituție. Consiliul este alcătuit, de asemenea, dintr-un ministru național care reprezintă guvernul lor național. Fiecare stat are de asemenea dreptul la un comisar european, deși în cadrul Comisiei Europene acestea nu trebuie să reprezinte interesul lor național, ci cel al Comunității. Înainte de 2004, membrii mai mari (Franța, Germania, Italia și Regatul Unit) au avut doi comisari. În Parlamentul European, membrilor li se alocă un număr stabilit de locuri legate de populația lor, totuși aceștia (din 1979) au fost aleși în mod direct și se situează în conformitate cu alianța politică, nu cu originea națională. Cele mai multe alte instituții, inclusiv Curtea Europeană de Justiție, au o anumită formă de împărțire națională a membrilor săi.

## Cronologia evoluției UE
| Semnat A intrat în vigoare Document | 1948 Tratatul de la Bruxelles                                   | 1951 1952 Tratatul de la Paris | 1954 1955 Tratatul de la Bruxelles modificat          | 1957 1958 Tratatele de la Roma                        | 1965 1967 Tratatul de fuziune                         | 1975 N/A Concluziile Consiliului European                          | 1985 Acordul de la Schengen                                        | 1986 1987 Actul unic european                                      | 1992 1993 Tratatul de la Maastricht                                | 1992 1993 Tratatul de la Maastricht | 1997 1999 Tratatul de la Amsterdam | 2001 2003 Tratatul de la Nisa | 2007 2009 Tratatul de la Lisabona | 2007 2009 Tratatul de la Lisabona |  |  |  |  |  |  |  |  |
|                                     |                                                                 |                                |                                                       |                                                       |                                                       |                                                                    |                                                                    |                                                                    |                                                                    |                                     |                                    |                               |                                   |                                   |  |  |  |  |  |  |  |  |
| Cei trei piloni ai Uniunii Europene |                                                                 |                                |                                                       |                                                       |                                                       |                                                                    |                                                                    |                                                                    |                                                                    |                                     |                                    |                               |                                   |                                   |  |  |  |  |  |  |  |  |
| Comunitățile Europene:              |                                                                 |                                |                                                       |                                                       |                                                       |                                                                    |                                                                    |                                                                    |                                                                    |                                     |                                    |                               |                                   |                                   |  |  |  |  |  |  |  |  |
|                                     | Comunitatea Europeană a Energiei Atomice (EURATOM)              |                                |                                                       |                                                       |                                                       |                                                                    |                                                                    |                                                                    |                                                                    |                                     |                                    |                               |                                   |                                   |  |  |  |  |  |  |  |  |
|                                     |                                                                 |                                | Comunitatea Europeană a Cărbunelui și Oțelului (CECO) | Comunitatea Europeană a Cărbunelui și Oțelului (CECO) | Comunitatea Europeană a Cărbunelui și Oțelului (CECO) | Comunitatea Europeană a Cărbunelui și Oțelului (CECO)              | Tratatul a expirat în 2002                                         | Tratatul a expirat în 2002                                         | Tratatul a expirat în 2002                                         |                                     | Uniunea Europeană (UE)             | Uniunea Europeană (UE)        |                                   |                                   |  |  |  |  |  |  |  |  |
|                                     |                                                                 |                                | Comunitatea Economică Europeană (CEE)                 |                                                       |                                                       |                                                                    |                                                                    |                                                                    |                                                                    |                                     | Uniunea Europeană (UE)             | Uniunea Europeană (UE)        |                                   |                                   |  |  |  |  |  |  |  |  |
|                                     |                                                                 |                                |                                                       | Regulile Schengen                                     |                                                       |                                                                    | Comunitatea Europeană (EC)                                         | Comunitatea Europeană (EC)                                         |                                                                    |                                     | Uniunea Europeană (UE)             | Uniunea Europeană (UE)        |                                   |                                   |  |  |  |  |  |  |  |  |
|                                     |                                                                 | TREVI                          | TREVI                                                 | TREVI                                                 | Justiție și afaceri interne (JHA)                     |                                                                    | Comunitatea Europeană (EC)                                         | Comunitatea Europeană (EC)                                         |                                                                    |                                     | Uniunea Europeană (UE)             | Uniunea Europeană (UE)        |                                   |                                   |  |  |  |  |  |  |  |  |
|                                     | Cooperarea polițienească și judiciară în materie penală (CPJMP) | TREVI                          | TREVI                                                 | TREVI                                                 | Justiție și afaceri interne (JHA)                     |                                                                    |                                                                    |                                                                    |                                                                    |                                     | Uniunea Europeană (UE)             | Uniunea Europeană (UE)        |                                   |                                   |  |  |  |  |  |  |  |  |
|                                     |                                                                 |                                |                                                       |                                                       | Cooperarea Politică Europeană (EPC)                   | Politica externă și de securitate comună a Uniunii Europene (PESC) | Politica externă și de securitate comună a Uniunii Europene (PESC) | Politica externă și de securitate comună a Uniunii Europene (PESC) | Politica externă și de securitate comună a Uniunii Europene (PESC) |                                     | Uniunea Europeană (UE)             | Uniunea Europeană (UE)        |                                   |                                   |  |  |  |  |  |  |  |  |
| Instituții neconsolidate            | Instituții neconsolidate                                        | Uniunea Vest-Europeană (UVE)   | Uniunea Vest-Europeană (UVE)                          | Uniunea Vest-Europeană (UVE)                          | Uniunea Vest-Europeană (UVE)                          | Uniunea Vest-Europeană (UVE)                                       | Uniunea Vest-Europeană (UVE)                                       |                                                                    |                                                                    |                                     |                                    | Uniunea Europeană (UE)        |                                   |                                   |  |  |  |  |  |  |  |  |
| Instituții neconsolidate            | Instituții neconsolidate                                        | Uniunea Vest-Europeană (UVE)   | Uniunea Vest-Europeană (UVE)                          | Uniunea Vest-Europeană (UVE)                          | Uniunea Vest-Europeană (UVE)                          | Uniunea Vest-Europeană (UVE)                                       | Uniunea Vest-Europeană (UVE)                                       | Tratatul a expirat în 2011                                         |                                                                    |                                     |                                    |                               |                                   |                                   |  |  |  |  |  |  |  |  |
|                                     |                                                                 |                                |                                                       |                                                       |                                                       |                                                                    |                                                                    |                                                                    |                                                                    |                                     |                                    | v • d • m                     |                                   |                                   |  |  |  |  |  |  |  |  |